# Joplin Sibtain
Joplin Sibtain, talvolta accreditato professionalmente come Chook Sibtain (Londra, agosto 1969), è un attore inglese noto per la serie Safe di Netflix, per le sue stagioni al National Theatre e per il ruolo di Tarak Ital nello speciale di Doctor Who intitolato "The Waters of Mars".
Ha doppiato il personaggio di Olin nel videogioco Horizon Zero Dawn. Ha vinto il premio come miglior attore ai New York Movie Awards per il ruolo da protagonista in Memory Man ed è apparso nel ruolo di Brasso nella serie televisiva Andor del franchise di Guerre stellari.

## Biografia
Sibtain è nato Syed Fahim Joplin Sibtain a Waltham Forest, a Londra, nel 1969. Grazie a una borsa di studio, ha frequentato la Webber Douglas Academy of Dramatic Art. Ha lavorato in teatri come la Royal Shakespeare Company e il National Theatre.
Negli anni '90 ha interpretato il ruolo del "trovatore mascherato", apparendo nei bumper e negli intermezzi promozionali (ident) del canale televisivo svizzero in lingua italiana TSI, in un progetto visivo realizzato da Lambie-Nairn. È noto per aver interpretato vari ruoli al cinema e in televisione, tra cui Mickey accanto a Nick Nolte in Head Full Of Honey, Neil Chahal nella serie Netflix Safe e Tarak Ital in Doctor Who.

## Filmografia

### Cinema
- The Stretch, regia di Maurice Phillips (2000)
- Un viaggio indimenticabile, regia di Til Schweiger (2018)
- Ero una popstar, regia di Eddie Sternberg (2022)

### Televisione
- EastEnders – serial TV, 15 puntate (2000)[5]
- Bad Girls – serie TV, episodio 4x16 (2002)
- Doctors – serial TV, 10 puntate (2002–2008)
- Grease Monkeys – serie TV, episodio 1x10 (2003)
- Footballers' Wives – serie TV, episodio 4x05 (2005)
- Where the Heart Is – serie TV, episodio 9x05 (2005)
- Metropolitan Police (The Bill) – serie TV, episodio 22x36 (2006)
- Holby City – serie TV, episodi 9x05-9x06 (2006)
- The Sarah Jane Adventures – serie TV, episodi 1x05-1x06 (2007)[1]
- Robin Hood – serie TV, episodio 3x11 (2009)
- Doctor Who – serie TV, episodio speciale L'acqua di Marte (2009)
- Hustle - I signori della truffa – serie TV, episodio 7x04 (2011)
- Vera – serie TV, episodio 8x01 (2018)
- Marcella – serie TV, episodio 2x01 (2018)
- Hard Sun – serie TV, 6 episodi (2018)[1]
- Safe – serie TV, 8 episodi (2018)
- Avenue 5 – serie TV, episodi 1x01-1x02 (2020)
- Andor – serie TV, 9 episodi (2022-2025)
- Monster Ships – documentario TV, narratore, 8 episodi (2022)
- Delitti in Paradiso (Death in Paradise) – serie TV, episodio 12x02 (2023)